# Jürgmeier
Jürgmeier, bürgerlich Jürg Meier (* 11. Dezember 1951 in Adliswil im Kanton Zürich) ist ein Schweizer Publizist und Schriftsteller.

## Leben
Nach Studien in Psychologie und Soziologie hat Jürgmeier als Journalist für diverse Zeitungen (unter anderem: Tages-Anzeiger, Weltwoche, WOZ) und zehn Jahre als Redaktor/Moderator bei Radio DRS gearbeitet. Er ist auch als Referent, Dozent und Gesprächsleiter zu gesellschaftspolitischen Themen wie Männerfragen, Rassismus, Gesundheitspolitik etc. tätig. Als Schriftsteller hat er neben den unten aufgeführten Werken auch Beiträge in Anthologien und Texte in Broschüren und Ausstellungskatalogen geliefert. Von 1998 bis 2014 war er Lehrer für Allgemeinbildung und zeitweise Leiter Allgemeinbildung sowie Gesundheitsförderung an einer Berufsfachschule. Von 2014 bis 2018 war er Mitglied der Redaktionsleitung von Infosperber.
Jürgmeier schloss 2006 ein Nachdiplomstudium mit Master of Advanced Studies in Cultural/Gender Studies an der Hochschule für Gestaltung und Kunst Zürich ab.

## Werke

### Originalausgaben
- Narren-ABC, Gegenverlag, Horgen 1981.
- Die Angst der Mächtigen vor der Autonomie. Aufgezeigt am Beispiel Zürich (Autorenkollektiv), Gegenverlag, Horgen 1981.
- Paranoia-City oder Zürich ist überall (mit Manfred Züfle), Rowohlt, Reinbek 1982.
- Familie total. Kartenserie mit Peter Hajnoczky (Gestaltung) und Iren Monti (Fotografie). Elternbildungszentrum der Stadt Zürich, 1994.
- Als wär’s ein böser Traum gewesen. Erinnerungen an die Zukunft. Lesemappe zum Fichen-Skandal, essayistische Montage. Komitee Schluss mit dem Schnüffelstaat, Bern 1995.
- Der Mann, dem die Welt zu gross wurde oder Variationen zur letzten Aussicht, Lectura, Nürnberg 2001.
- Staatsfeinde oder Schwarzundweiss. Eine literarische Reportage aus dem Kalten Krieg, Chronos, Zürich 2002.
- "Tatort", Fussball und andere Gendereien – Materialien zur Einübung des Genderblicks (mit Helen Hürlimann), Interact Verlag/Verlag Pestalozzianum, Luzern/Zürich 2008.
- Lernen ist meine Sache. Schule als Ort des Lernens – vier Variationen (mit Dagmar Bach, Georges Kübler, Joseph Eigenmann), hep-verlag, Bern 2017.
- Die Gams, sie lebt nicht im Frieden – Fällander Journal 2016–2020, Edition 8, Zürich 2022, ISBN 978-3-85990-458-3.

### Als Herausgeber
- Menschereien, WWF Schweiz, Zürich 1973
- 1984 made in Switzerland, Gegenverlag, Horgen 1981
- Fünf nach zwölf – na und? Sind wir die Endzeit-Generation? (Texte von Jürg Amann, Hans Peter Gansner, Franziska Greising, Reto Hänny, Jürgmeier, Peter Lehner, Kurt Marti, Niklaus Meienberg, René Regenass, Max Schmid, Heinzpeter Studer, Heinrich Wiesner, Gertrud Wilker und Manfred Züfle. Gespräche mit Sergius Golowin, Gret Haller, Ursula Koch, Paul Parin, Hans A. Pestalozzi, Theo Pinkus und Ingrid Schmid), Nachtmaschine, Basel o. J. (1983)
- Strahlende Hunde soll man nicht wecken. Texte wider die gespaltene Zukunft, Schweizerische Energie-Stiftung (SES), Zürich 1984

### Theater-Aufführungen
- (Un-)Möglichkeiten. Aufgezeichnet am Beispiel X, uraufgeführt: Zürich 1972
- Aufmunterung fünf Minuten nach zwölf. Chorwerk für Kultur und Volk Zürich. Musik: Mani Planzer, uraufgeführt: Zürich 1983
- Wenn die Flöhe den Direktor hüpfen lassen. Ein Wortzirkus, uraufgeführt: Ottikon 1989
- Mein liebes Kind. Ein endloses Dramolett, uraufgeführt: Ottikon 1989
- Der Marsch ins Paradies der totalen Gesundheit. Szenische Lesung, uraufgeführt: Zürich 1993
- Die totale Familie. Szenische Lesung, uraufgeführt: Zürich 1994
- LieberLieber, LiebeLiebste. Szenische Lesung, uraufgeführt: Zürich 1996

### Hörspiele/Radiosendungen
Nebst zahlreichen satirischen Beiträgen für die Sendung Faktenordner:
- De Husufsatz. Hörspiel (= Mundartbearbeitung von Manfred Bieler, Der Hausaufsatz), Regie: Walter Baumgarter, gesendet: Radio DRS, Zürich 1972
- De Jugedhuusleiter. Hörspiel, Regie: Walter Baumgarter, gesendet: Zürich, 1979

### TV/Film/Video
- Telebühne zum Thema Fixen. Fernsehstück/Mundartbearbeitung von R. Lessner/C. Roethel: Gestrauchelt, produziert: SF DRS, Zürich 1982